# بویل (دهانه)
بویل یک دهانه برخوردی در ماه است.

## دهانه‌های اقماری
این دهانه ۲ دهانه اقماری دارد.
| Boyle | عرض جغرافیایی | طول جغرافیایی | قطر          |
| ----- | ------------- | ------------- | ------------ |
| A     | ۵۰٫۸° S       | ۱۷۸٫۳° E      | ۲۱٫۰ کیلومتر |
| Z     | ۵۱٫۳° S       | ۱۷۷٫۷° E      | ۵۲٫۰ کیلومتر |